# Abierto Mexicano de Tenis 2002
L'Abierto Mexicano de Tenis 2002, conosciuto anche con il nome di Abierto Mexicano Pegaso 2002 per ragioni di sponsorizzazione, è stato un torneo di tennis giocato sulla terra rossa. È stata la 9ª edizione del torneo maschile facente parte della categoria International Series Gold nell'ambito dell'ATP Tour 2002, e la 2ª del torneo femminile facente parte della categoria Tier III nell'ambito del WTA Tour 2002. Sia il torneo maschile che quello femminile si sono giocati al Fairmont Acapulco Princess di Acapulco in Messico,
dal 25 febbraio al 3 marzo 2002.

## Campioni

### Singolare maschile
Carlos Moyá ha battuto in finale  Fernando Meligeni, 7–6(4), 7–6(4)
- È stato il 1º titolo stagionale per Moya, nonché il suo 8º titolo in carriera.

### Singolare femminile
Katarina Srebotnik ha battuto in finale  Paola Suárez, 6(1)–7, 6-4, 6-2
- È stato il 1º titolo dell'anno per Srebotnik (e il suo unico della stagione), nonché il suo 2º in carriera.

### Doppio maschile
Bob Bryan /  Mike Bryan hanno battuto in finale  Martin Damm /  David Rikl, 6-1, 3-6, [10-2]
- Per Bob Bryan è stato il 1º titolo della stagione e il suo 5º titolo in carriera; per Mike Bryan è stato il suo 1º titolo della stagione, nonché il suo 5º in carriera.

### Doppio femminile
Virginia Ruano Pascual /  Paola Suárez hanno battuto in finale  Tina Križan /  Katarina Srebotnik, 7-5, 6-1
- Per Ruano Pascual è stato il 2º titolo della stagione, nonché il suo 15º in carriera; per Suárez è stato il 2º titolo in stagione, nonché il suo 22º in carriera.